# Охролехия
Охроле́хия (лат. Ochrolechia) — род лихенизированных аскомицетов, входящий в семейство Охролехиевые (Ochrolechiaceae). Ранее включался в семейство Пертузариевые.

## Описание
Слоевище накипное, прикреплённое гифами сердцевинного слоя или подслоевища, часто с соредиями. Апотеции леканорового типа, крупные, диск более или менее светлый, обычно шероховатый, погружённый в слоевище, края которого выступают над поверхностью апотеция.
Парафизы тонкие, ветвящиеся и срастающиеся. Споры бесцветные, крупные по 2—8 в аске, одноклеточные, тонкостенные.
Субстрат — камни и кора, реже — древесина.

## Систематика

### Синонимы
- Korkir Adans., 1763, nom. inval.

### Виды
Род включает 58 видов. Некоторые из них:
- Ochrolechia alboflavescens (Wulfen) Zahlbr., 1927 — Охролехия бело-желтоватая
- Ochrolechia androgyna (Hoffm.) Arnold, 1885 — Охролехия обоеполая
- Ochrolechia arborea (Kreyer) Almb., 1949 — Охролехия древесная
- Ochrolechia inaequatula (Nyl.) Zahlbr., 1913 — Охролехия неравная
- Ochrolechia frigida (Sw.) Lynge, 1928 — Охролехия холодная
- Ochrolechia pallescens (L.) A.Massal., 1853 — Охролехия бледноватая
- Ochrolechia parella (L.) A.Massal., 1852 — Охролехия овернская
- Ochrolechia subathallina H.Magn., 1940 — Охролехия бесслоевищновидная
- Ochrolechia tartarea (L.) A.Massal., 1852 — Охролехия винно-каменная
- Ochrolechia turneri (Sm.) Hasselrot, 1945 — Охролехия Турнера
- Ochrolechia upsaliensis (L.) A.Massal., 1852 — Охролехия упсальская
- Ochrolechia yasudae Vain., 1918 — Охролехия Язуды